# 幸福通航6005号班机空难
幸福通航6005号班机（JGA6005）是中航工业幸福通用航空公司筹办的由金山幸福水上机场飞往舟山普陀山机场的水上航班。2016年7月20日，航班试飞时，飞机起飞即撞上沪杭公路7385号大桥，导致5人死亡、5人受伤。事后幸福通用航空被暂停一切飞行活动，民航局认定机组不按指挥员指令操作，开始加油门时偏离跑道近400米；幸福通航高管被中国民航局列入管理失信人员“黑名单”。

## 背景
水上机场项目被金山区政府作为招商引资重点项目推动。该机场曾于2015年4月28日进行过一次成功的首飞，此后也曾多次使用过。通常航司会在飞行任务前三天开始准备，但本次活动系在事发前一天才临时确定。虽然名义上这次飞行被称为“首航”和“旅游体验”，但由于幸福通航并无常客运营资质，故而仍然属于试飞性质：机上10人中，除了2名正副驾驶外，剩余的8名“体验乘客”由记者和金山区政府单位人员组成，并非一般旅客；其中，记者冯昆还曾乘坐过2015年的首飞。“首航”仪式当天，时任区委书记李跃旗莅临现场，而这也是他在金山任职的最后一天，次日他将前往杨浦区任区委书记。此次活动的主办方为上海金山新城区建设发展有限公司，但该公司与运营飞机的幸福通航公司事前没有签订任何合同。

## 机上人员

### 乘客名单
| 姓名   | 职务                                             | 状态 |
| ------ | ------------------------------------------------ | ---- |
| 周国芳 | 金山妇联女企业家联谊会副会长兼秘书长，一说区政协 | 遇难 |
| 钱晓英 | 金山区第五届人民代表大会代表                     | 遇难 |
| 张峰   | 金山区总工会（具体职务未知）                     | 遇难 |
| 龚建华 | 金山区妇联（具体职务未知）                       | 遇难 |
| 沈玉英 | 金山新城区建设发展有限公司行政办公室职员         | 轻伤 |
| 宋万军 | 金山区融媒体中心报纸部副主任                     | 轻伤 |
| 冯昆   | 上海电视台记者                                   | 轻伤 |
| 吴亮亮 | 冯昆的搭档摄像                                   | 轻伤 |

### 机组成员
机上两名机组成员为张釜铨（重伤）和边疆（遇难），按照官方披露，张釜铨为机长，24岁，飞行时间不足200小时；边疆为副机长。一名在现场的记者事后偶然发现了很有可能属于张釜铨的新浪微博账号，与自己拍摄的照片对比发现，B-10FW从舟山飞来金山时张釜铨确实坐在飞机左侧的主驾驶位，着四道杠机长制服；但出事的金山至舟山航程中，坐在主驾驶位的并不是张釜铨，而是另一名外貌更年轻、同着机长制服的飞行员，记者据此怀疑“副机长”也有某种机长资质，两人在返程中对调了位置或者实行双机长制，实际掌控飞机的有可能是遇难的“副机长”。

## 事故经过
本次试飞活动总共应有两架飞机在金山起飞，原先提交批准的飞机为编号B-10FY和B-10FZ的同型飞机。这两架飞机分别于当天8时整和8时15分从舟山起飞至金山，原定11时30分和11时45分起飞，现场表演“助兴项目”之后分别飞往嵊泗和舟山。然而两架飞机到达金山后，由于码头上放置的防撞球不足，发生磕碰。其中B-10FZ可继续飞行，于12时许正常起飞前往嵊泗；B-10FY方向舵损坏无法继续飞行，停放在城市沙滩的空地上。此事发生后，幸福通航总经理刘胜君坚持继续举行活动，要求“等把这个活动弄完再报”（民航局），随后从舟山临时调来第三架B-10FW飞机“救场”。
12时许，乘客登机，“机长”向塔台确认起飞时间为12时18分。12时18分，飞机在海面上盘旋数圈，但这一动作不在原定的计划中。12时19分，飞机开始提速起飞，过程中飞机突然大幅度爬升并左转，其中一名飞行员大喊一声“大桥”，飞机随即撞桥，吴的摄像机脱手飞出。撞桥后飞机头部损坏浮在水面上，开始缓慢下沉。救援人员抵达后，用灭火器将舱门玻璃砸碎，但因为尺寸太小无法过人，然后又将另一块较大的舷窗玻璃砸碎，将机上人员逐个拉出飞机送医。

## 调查
事故发生后，幸福通航被停止一切飞行活动。至8月，民航局排除机械故障可能，调查方向转向机组资质问题。9月，幸福通航总飞行师周华被中国民航局列入管理失信人员“黑名单”。最终，民航局于2017年11月30日作出决定，认定张釜铨不按指令操作，在偏离跑道395米位置起飞，作出吊销执照6个月的处罚。
此次事故促使民航局修订了《小型航空器商业运输运营人运行合格审定规则》，将按照目视飞行规则运行的机长中，持有飞机仪表等级或航线运输驾驶员执照的人员，其最低飞行经历时间要求从500小时提高至800小时。